# Grot Manyang
Grot Manyang is een plaats in het bestuurlijke gebied Aceh Besar in de provincie Atjeh, Indonesië. Het dorp telt 328 inwoners (volkstelling 2010).